# Erhvervsankenævnet
Erhvervsankenævnet er en uafhængig klageinstans, der behandler klager over sager, der tidligere er afgjort af Finanstilsynet, Erhvervsstyrelsen, og Rejsegarantifonden.
Ankenævnets kendelser kan ikke indbringes yderligere for anden administrativ myndighed. Nævnets kendelser kan dog indbringes for domstolene efter de almindelige regler herfor. 
Formanden og næstformanden er landsdommer, og nævnets medlemmer udpeges af økonomi- og erhvervsministeren for 4 år. Nævnets medlemmer udpeges blandt personer, der har kendskab til kapitalmarkedet, nationaløkonomi, forsikringsmatematik og forbrugeranliggender.
Erhvervsankenævnet blev oprettet i 1987.  